# 554
554 (DLIV) fue un año común comenzado en jueves del calendario juliano, en vigor en aquella fecha.

## Acontecimientos

### Imperio Bizantino
- Los ejércitos de Bizancio ocupan el sur de Italia. Justiniano I organiza sus territorios en Italia mediante la Pragmática sanción que fija los vínculos entre el poder de la iglesia y el civil.
- Fuerzas bizantinas toman Granada y Andalucía a los visigodos.

### Europa
- Atanagildo sucede a Agila I como rey de los visigodos.
- Toledo, capital del reino visigodo en Hispania.[1]

### Asia
- El 15 de agosto en Anatolia, se registra un fuerte terremoto que causa daños menores y un tsunami que demolió varios edificios.
- Gong Di sucede a Fei Di como gobernante de la dinastía Wei occidental china.
- Jiangling es capturado; 100.000 habitantes son esclavizados y distribuidos entre generales y oficiales.
- Baekje y Gaya se alían y emprenden la guerra sobre Silla en la península de Corea, pero son derrotados.
- Se erige el segundo y más grande de los budas de Bāmiyān en el centro de Afganistán.[2]

## Fallecimientos
- Agila I, rey de los visigodos de Hispania. Asesinado.